# Hypnoidus tuvensis
Hypnoidus tuvensis là một loài bọ cánh cứng trong họ Elateridae. Loài này được Dolin & Bessolitzina miêu tả khoa học năm 1991.